# خطة خمسية

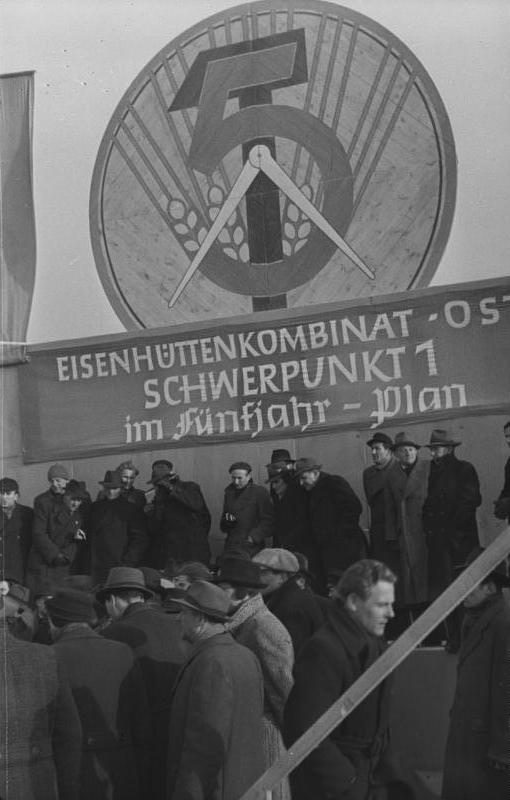

الخطة الخمسية هي مجموعة إجراءات تضعها الحكومة لتنفَّذ في خمس سنوات، من أجل تطوير فروع الاقتصاد الوطنيّ ، وتحسين البنى التحتيّة ، وتنظيم جميع الأعمال التربويّة والنشاطات الثقافيّة والعلميّة التي تسهم بشكل فعّال في تطوير البلاد وتقدمها.